# فريدريك إتش. كوستيلو
فريدريك إتش كوستيلو (بالإنجليزية: Frederick H. Costello)‏ (1851 - 1921)؛ روائي أمريكي عُرِف بروايات المغامرة الخيالية.